# Peneireiro-malgaxe
Peneireiro-malgaxe ou francelho-malgaxe (Falco newtoni) é uma espécie de ave falconiforme das ilhas do Oceano Índico.